# مصطفى التراب
مصطفى التراب (مواليد 19 أكتوبر 1955) هو مهندس ورجل أعمال مغربي، يشغل منصب المدير التنفيذي للمكتب الشريف للفوسفاط منذ عام 2006.

## النشأة
وُلد مصطفى التراب في 19 أكتوبر 1955 في مدينة فاس. حصل على شهادة الماجستير سنة 1982 وعلى دكتوراه الدولة في بحث العملياتي سنة 1990 من معهد ماساتشوستس للتقانة (MIT) بمدينة كامبريدج في الولايات المتحدة، وهو حاصل أيضًا على شهادة مهندس من المدرسة الوطنية للجسور والطرق بباريس 1979.

## مسيرته المهنية
إلتحق مصطفى التراب بشركة بكتل للأعمال المدنية والمعادن (Bechtel Civil and Minerals Inc) بين (1983 - 1985) بسان فرانسيسكو، كاليفورنيا، كمحلل في مجال أنظمة النقل، حيث كان هو المسئول عن دراسات التخطيط الخاصة بمشروع بناء مطار الدمام الدولي بالمملكة العربية السعودية، وكعضو في الفريق المكلف بالدراسات الاقتصادية المتعلقة بمشروع الربط القاري عبر مضيق جبل طارق. وقد شغل كذلك منصب أستاذ مساعد وباحث بمعهد ماساتشوستس للتكنولوجيا من سبتمبر 1986 إلى غاية أغسطس 1989. كما عمل كمستشار بمختبر درابر (Draper) بكمبردج في ولاية ماساتشوستس من سبتمبر 1989 إلى يوليو 1993. وقد نال جائزة فريدريك س. هيني سنة 1988 اعتبارا لمساهمته في برنامج التدريس بقسم الهندسة الكهربائية والإعلامية بمعهد ماساتشوستس للتكنولوجيا. ومن 1990 إلى 1992، عمل أستاذا مساعدا في قسم علوم القرار والنظم الهندسية وقسم الهندسة المدنية والبيئية بمعهد رنسلير بوليتكنيك بمدينة تروي (نيويورك)، نيويورك (Rensselaer Polytechnic Institute, Troy).
وفي سنة 1992، تم تعيين السيد مصطفى التراب مكلفا بمهمة بالديوان الملكي. وفي 1995 عين كاتبا عاما بالأمانة التنفيذية القمة الاقتصادية للشرق الأوسط وشمال إفريقيا. وقد كان مصطفى التراب عضوا في مجموعة التفكير لدى الملك الراحل الحسن الثاني من أبريل 1996 إلى يوليو 1999، وكان قد عين يوم 9 فبراير 1998 مديرا عاما للوكالة الوطنية لتقنين الاتصالات قبل أن يكلف بتسيير برنامج «الإعلام من أجل التنمية» وشغل منصب رئيس الاختصاصيين في التنظيم بالبنك الدولي من أبريل 2005 حتى فبراير 2006.